# Krzysztof Sobejko
Krzysztof Bogusław Sobejko (ur. 31 marca 1967 w Przemyślu) – polski pedagog, polityk i samorządowiec.

## Życiorys
Absolwent Wydziału Pedagogiki Katolickiego Uniwersytetu Lubelskiego. Ukończył szereg studiów podyplomowych, kursów i szkoleń związanych z organizacją i zarządzaniem oświatą, samorządem terytorialnym oraz informatyką.
W swojej karierze zawodowej był nauczycielem (1990–1997) a następnie dyrektorem (1997–1999) w Szkole Podstawowej w Hucisku. W latach 1999–2007 był dyrektorem Zespołu Obsługi Ekonomiczno Administracyjnej Szkół i Przedszkoli (ZOEASiP) Gminy Leżajsk. Od 2002 edukator w zakresie zarządzania oświatą, prowadzenie szkoleń dla dyrektorów szkół i nauczycieli. W latach 2007–2010 dyrektor Zespół Szkół w Giedlarowej.
Od 2010 Wójt Gminy Leżajsk.
Żonaty, ojciec dwóch synów.

## Działalność społeczna
- członek Stowarzyszenia Rozwoju Giedlarowej
- honorowy członek Stowarzyszenia Rozwoju Wsi Brzóza Królewska
- członek OSP Dębno, honorowy członek Ochotniczych Straży Pożarnych (OSP) Biedaczów
- członek Zarządu Gminnego Ochotniczych Straży Pożarnych.

## Odznaczenia
- Medal XXV-lecia NSZZ Policjantów (2015)[5]
- Brązowy Medal "Za Zasługi dla Policji" (2016)[6]
- Srebrny Medal „Za Zasługi dla Pożarnictwa” (2019)[7]
- Srebrny Krzyż Zasługi (2019) - za zasługi w działalności na rzecz społeczności lokalnej[8].